# Sigrid Agren
Sigrid Agren (sinh ngày 24 tháng 4 năm 1991) là một người mẫu Pháp đến từ Martinique, người đã trở nên nổi bật trong Cuộc thi Người mẫu Ưu tú năm 2006.

## Cuộc sống ban đầu
Agren có cha là người Thụy Điển và mẹ là người Pháp và lớn lên ở Martinique. Cô bước vào Elite Model Look ở Pháp khi còn là một thiếu niên, và đi đến trận chung kết ở Paris. Cô là người chiến thắng và do đó trong số các thí sinh được chọn để chuyển đến vòng chung kết ở Thượng Hải. Cô đã thua một trong những người vào chung kết khác của Pháp, Charlotte Di Calypso.

## Sự nghiệp
Sau khi Elite Model Look kết thúc, Agren đã ký hợp đồng với Elite Model Management tại Paris. Cô đã thực hiện những công việc nhỏ trước khi quyết định từ bỏ công việc người mẫu để hoàn thành việc học của mình vào năm 2007 
Agren trở lại thế giới người mẫu vào năm 2008, ký hợp đồng với New York Model Management. Cô cũng đã ký lại với Elite Model trong tất cả các kinh đô thời trang lớn.  Cô đã ra mắt trên đường băng bằng cách kết thúc chương trình Prada Resort. Trong Tuần lễ thời trang New York đầu tiên của mình, cô đã đi bộ cho Calvin Klein, Ralph Lauren, Donna Karan và Rodarte. Cô cũng mở cho Shiatzy Chen, Yves Saint Laurent, Karl Lagerfeld và Alexander McQueen, và đóng cửa cho Prada, Costume National và Louis Vuitton.
Trong mùa Xuân/Hè 2009, cô trở thành gương mặt đại diện cho Prada, với Giedre Dukauskaite và Anna Jagodzinska, và cũng trở thành gương mặt của Armani Jeans và Nicole Farhi.
Agren đã xuất hiện trong nhiều bài xã luận cho các tạp chí như Vogue Paris, Harper's Bazaar và Numéro. Cô đã xuất hiện trên một trong ba trang bìa của số tháng 6/tháng 7 của i-D, cùng với Tasha Tilberg và Raquel Zimmermann.
Đối với mùa Thu/Đông 2009, cô xuất hiện trong 68 chương trình thời trang quốc tế, dành cho các nhà thiết kế như Armani, Chanel, Versace, Ralph Lauren, Dolce & Gabbana, Jil Sander và Christian Dior.  Cô được đặc trưng trong các chương trình của Valentino, Alberta Ferretti, Karl Lagerfeld, Pucci, Diane von Furstenberg, Costume National, Marni, Ruffian, Marc by Marc Jacobs, Antonio Berardi, và Max Azria. Cô cũng mở và đóng cho Chloé. Cô nổi bật với tư cách là gương mặt của Stella McCartney, thay thế Kate Moss, cũng như Chloé, cùng với Kasia Struss và Karlie Kloss; Ck Calvin Klein cùng với Jourdan Dunn và Bottega Veneta cùng với Anna Jagodzinska.
Trong năm đó, cô được xếp thứ 10 trong danh sách Top 50 người mẫu-Phụ nữ. Hiện tại cô được xếp hạng trong danh sách "Biểu tượng công nghiệp" và "Cô gái kiếm tiền" từ model.com, ấn phẩm được kính trọng nhất trong ngành công nghiệp người mẫu.